# 252 км (зупинний пункт)
252 кіломе́тр — пасажирська зупинна залізнична платформа Криворізької дирекції Придніпровської залізниці на лінії Нижньодніпровськ-Вузол — Апостолове.
Розташована на півдні села Привільне Солонянського району Дніпропетровської області між станціями Привільне (6 км) та Рясна (14 км).
По платформі щоденно проходить пара дизель-потягів у напрямку Дніпра-Лоцманської та пара в напрямку Апостолового.